# جيمرز!
جيمرز (باليابانية: ゲーマーズ!، بالروماجي: Gēmāzu!) هي سلسلة رواية خفيفة من تأليف سيكينا آوي، أنتجت إلى مسلسل أنمي تلفزيوني من قبل استوديو باين جام، عرض الأنمي في 13 يوليو عام 2017 واستمر عرضه حتى 28 سبتمبر عام 2017، وتكون من 12 حلقة.

## القصة
أمانو كيتا، هو بطل القصة المولع بألعاب الفيديو. وصديقه أويهارا تاسوكو، وهو شخص مهووس بالألعاب سرّا، والذي يعتقد أن حياته مثالية. ورئيسة نادي الألعاب الالكترونية كارين تيندو ،تشياكي هوشينوموري التي تتشاجر مع كيتا باستمرار.

## الشخصيات
أمانو كيتا
مؤدي الصوت: ميغومي هان
تيندو كارين
مؤدية الصوت:هيساكو كانيموتو
أويهارا تاساكو
مؤدي الصوت:توشيوكي تويوناغا
شياكي هوشينوموري
مؤدية الصوت:ماناكا إيوامي
أجوري
مؤدي الصوت:رومي أوكوبو

## وصلات خارجية
- جيمرز! على موقع ANN manga (الإنجليزية)

الموقع الرسمي للأنمي